# Noemí Sanín
Noemí Sanín (ur. 6 czerwca 1949 w Medellín) – kolumbijska polityk, trzykrotna kandydatka w wyborach prezydenckich, była minister komunikacji i była minister spraw zagranicznych. Była ambasador Kolumbii w Hiszpanii (2002–2007) i Wielkiej Brytanii (2007–2009).

## Edukacja i praca zawodowa
W 1973 ukończyła prawo na Pontificia Universidad Javeriana w Bogocie, a następnie studia podyplomowe w zakresie finansów i prawa handlowego.
Po studiach pracowała w sektorze finansowym, zarówno w firmach państwowych i prywatnych. W latach 1976–1979 była wicedyrektorem, a następnie dyrektorem (1979–1983) firmy finansowej Corporación de Ahorro y Vivienda.

## Kariera polityczna
W latach 1983–1986 zajmowała stanowisko ministra komunikacji w gabinecie prezydenta Belisario Betancur Cuartas. Jej głównym osiągnięciem było zreformowanie publicznej telewizji i zorganizowanie sieci telewizji regionalnej. Prezydent Batancur mianował ją także przedstawicielem rządu w negocjacjach pokojowych z FARC.
Od 1990 do 1991 była ambasadorem Kolumbii w Wenezueli. W tym czasie wymiana handlowa między krajami wzrosła trzykrotnie.
W 1991 została mianowana przez prezydenta Césara Gavirię ministrem spraw zagranicznych, którym pozostała do 1994. W tym czasie Kolumbia zasiadała w Radzie Bezpieczeństwa ONZ oraz przewodniczyła tzw. Grupie 77 wewnątrz tej organizacji. W czasie jej kadencji Kolumbia przewodniczyła także Ruchowi państw niezaangażowanych, a prezydent Garcia był sekretarzem generalnym OPA.
W latach 1994–1995 po raz pierwszy zajmowała stanowisko ambasadora Kolumbii w Wielkiej Brytanii. W 1998 po raz pierwszy wzięła udział w wyborach prezydenckich, w których z wynikiem 27% głosów poparcia zajęła trzecie miejsce. W drugiej turze wyborów poparła Andrésa Pastranę Arango, który ostatecznie zwyciężył. Po wyborach wyjechała do USA, by podjąć studia na Harvard University (1999–2001).
W 2002 ponownie stanęła do wyborów prezydenckich. Założyła w tym celu własne ugrupowanie polityczne, Tak Kolumbia (Si Colombia). W głosowaniu zdobyła jednak tylko 5,8% głosów poparcia. W latach 2002–2007 była ambasadorem Kolumbii w Hiszpanii. 19 listopada 2007 została mianowana przez prezydenta Álvaro Uribe ambasadorem Kolumbii w Wielkiej Brytanii. 11 lipca 2009 zrezygnowała ze stanowiska, by wziąć udział w zbliżających się wyborach prezydenckich.
14 marca 2010 w prawyborach została wybrana kandydatką Kolumbijskiej Partii Konserwatywnej w wyborach prezydenckich w maju 2010. W głosowaniu pokonała nieznaczną różnicą głosów Andrésa Felipe Ariasa. Zdobyła 1,118 mln głosów, podczas gdy Arias 1,080 mln. W wyborach zajęła piąte miejsce, zdobywając 6,13% głosów poparcia.
Sanin była dwukrotnie zamężna, ma jedną córkę.